# 조지 W. 롬니

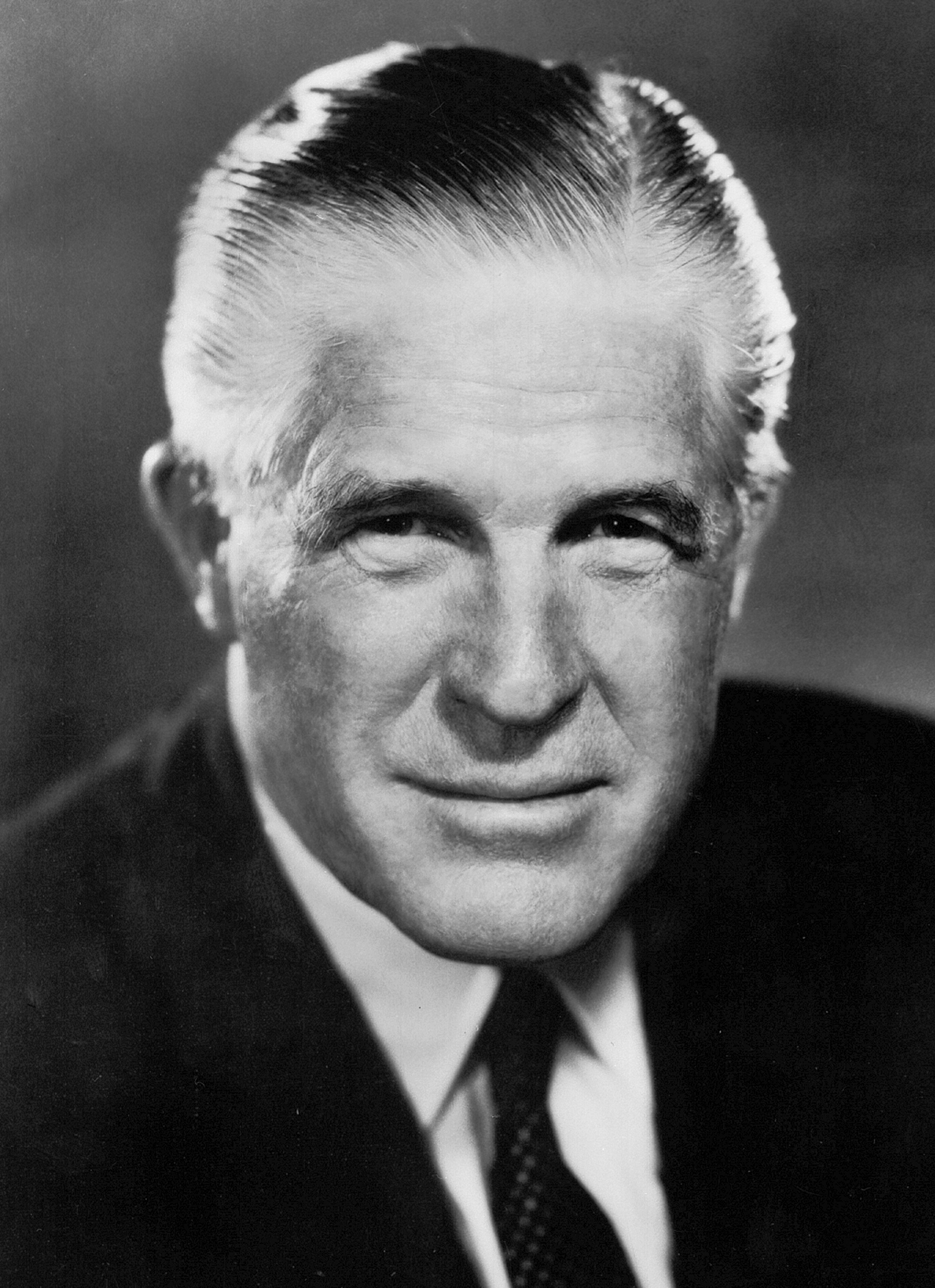
조지 W. 롬니

조지 윌컨 롬니(영어: George Wilcken Romney, 1907년 7월 8일 ~ 1995년 7월 26일)는 미국의 정치인이자 기업인이다. 아메리칸 모터스 코퍼레이션 (AMC) 회장 (1954년 ~ 1962년), 미시간 주지사 (1963년 ~ 1969년), 닉슨 행정부의 미국 주택도시개발 장관 (1969년 ~ 1973년)을 역임했다. 소속 정당은 공화당으로, 차남은 미트 롬니이다.

## 역대 선거 결과
| 선거명      | 직책명        | 대수 | 정당   | 득표율 | 득표수      | 결과 | 당락               |
| ----------- | ------------- | ---- | ------ | ------ | ----------- | ---- | ------------------ |
| 1962년 선거 | 미시간 주지사 | 43대 | 공화당 | 51.36% | 1,420,086표 | 1위  | 미시간 주지사 당선 |
| 1964년 선거 | 미시간 주지사 | 43대 | 공화당 | 55.87% | 1,764,355표 | 1위  | 미시간 주지사 당선 |
| 1966년 선거 | 미시간 주지사 | 43대 | 공화당 | 60.54% | 1,490,430표 | 1위  | 미시간 주지사 당선 |